# Тмоґві (Аспіндза)
Тмоґві (груз. თმოგვი) — село в Грузії.
За даними перепису населення 2014 року в селі проживає 301 особа.